# Rolls-Royce/Snecma Olympus 593
Rolls-Royce/Snecma Olympus 593 je bil turboreaktivni motor z dodatnim zgorevanjem, ki je poganjal nadzvočno potniško letalo Concorde. Sprva sta ga razvili sta ga skupaj britanski Bristol Siddeley Engines Limited (BSEL) in francoska Snecma. Osnovan je bil na podlagi Bristol Siddeley Olympus22R. Rolls-Royce Limited je leta 1966 prevzel BSEL in spremenil ime motorja.
Rolls-Royce/Snecma Olympus 593 je bil edini turboreaktivni motor z dodatnim zgorevanjem na potniškem letalu. Sicer se je dodatno zgorevanje uporabljalo samo pri vzletu in pospeševanju do Mach 2, potem
se je izklopil in letalo je "superkrižarilo".
Olympus 593 je imel enega največjih izkoristkov med turboreaktivnimi motorji (po nekaterih virih 43%), vendar je poraba goriva zaradi nadzvočenga leta kljub temu velikanska. Concorde je za čezatlantski let porabil približno enako goriva kot Boeing 747 za isti let, slednji je imel 5X večjo kapaciteto potnikov.
Olympus 593 je bil tudi zelo glasen med delovanjem. Med letom je Concorde proizvajal "nadzvočni pok", zato je lahko letel nadzvočno samo nad morjem.

## Specifikacije (Olympus 593 Mk 610)
- Tip: turboreaktivni motor z dodatnim zgorevanjem
- Dolžina: 4,039 m (13 ft 3 in)
- Premer: 1,212 m (47,75 in)
- Teža: 3175 kg (7000 lb)

- Kompresor: aksialni, 7-stopenjski nizkotlačni in 7-stopenjski visokotlačni
- Zgorevalna komora: obročasta
- Turbina: 1-stopenjska visokotlačna, 1-stopenjska nizkotlačna
- Gorivo: Jet A1 (kerozin)
- Največji potisk: z dodatnim zgorevanjem (moker): 169,2 kN (38050 lbf); brez dodatnega zgorevanja (suh): 139,4 kN (31350 lbf)
- Tlačno razmerje: 15,5:1
- Masni pretok zraka: 186 kg/s (410 lb/sec)
- Specifična poraba goriva: 1,195 lb/(lbf·h) (33,8 g/(kN·s)) križarjenje / 1.39 lb/(lbf·h) (39 g/(kN·s)) nivo morja
- Razmerje potisk/teža: 5,4:1